# كيدو تاكايوشي
كيدو تاكايوشي (باليابانية: 木戸孝允) ع(1833-1877) من رجال السياسة في اليابان، يعد أحد الثلاثة الكبار مع كل من أوكوبو توشيميتشي وسايغو تاكاموري، من الذين ساهموا في الحركة التي أعادت الإمبراطور إلى أعلى هرم السلطة (استعراش مييجي). يرجع في أصوله إلى معقل تشوشو، الذي تميز بعدائه للنظام الـشوغوني.

## النشأة
ولد كيدو في مدينة هاغي من إقطاعة تشوشو، وتبني من قبل عائلة كاتسورا في عمر السابعة حيث كان اسمه كاتسورا كوغورو حتى عام 1865.
تابع دراسته في المدرسة الخاصة التي كانت حكرا على أبناء المعقل المحلي. كان قادة العشائر في المناطق الجنوبية للبلاد من المؤيدين للحق الإمبراطوري على حساب شوغونات أسرة الـتوكوغاوا. سنة 1852 يقوم كيدو برحلة إلى العاصمة إيدو لاكتساب خبرة في علم المبارزة بالسيف. التحق بجماعة من رجال الـساموراي كانوا يعملون على الإطاحة بالـشوغون.
كانت البلاد ومنذ القرن الـ17 تعيش في عزلة تامة عن العالم الخارجي. حاولت العديد من القوى الغربية أن تقيم مستعمرات تجارية في البلاد، بسبب ذلك فرض النظام الحاكم عزلة شاملة على البلاد. التحق كيدو (سنوات 1853-1854) بالقوات البحرية لمعقل تشوشو، كانت مهمة هذه القوات تنحصر في طرد سفن البحرية الأميركية (وغيرها) والتي تحاول الاقتراب من سواحل اليابانية. استطاع أن يعاين من قرب مدى تطور التقنية الغربية، كما أدرك الخطر الذي يشكله هؤلاء على البلاد، قام على أثر ذلك بدراسة علوم المدفعية على الطريقة الغربية.

## المحاولات الأولى للإصلاح
اشتغل وحتى سنة 1862 كوسيط ومنسق بين كبار المسئولين والموظفين في المعقل المحلي (تشوشو) وبقية الأتباع من الـساموراي المناوئة للنظام القائم. تم بعدها نقله إلى العاصمة الإمبراطورية كيوتو. كان البلاط مسرحا لصراع بين المعاقل المحافظة والمحسوبة على الإمبراطور، كان كل طرف يحاول السيطرة على مراكز القرار تحسبا للمرحلة الجديدة. انتهت الجولة الأولى من الصراع يوم 30 سبتمبر 1863 مع انتصار تحالف معقلي ساتسوما وآئي-زو على معقل الـتشوشو (كان أكثريتهم من العناصر المحافظة المتشددة، والتي كانت تعارض عملية تحديث البلاد). بعدها بسنة (20 أغسطس 1864) يشترك كيدو في حركة تمرد للسيطرة على القصر الإمبراطوري. فشلت المؤامرة، واضطر الأخير إلى الفرار من العاصمة بعد أن تنكر بزي تاجر.

## قائد الثورة
عام 1865 م قامت انتفاضة في معقل تشوشو ضد الحكومة المحلية الموالية لنظام الـشوغونات. تولي كيدو قيادة القوات واستطاع الانتصار على القوات النظامية. قام في العام التالي (1866 م) بعقد تحالف سري مع أوكوبو توشيميتشي وسايغو تاكاموري (كلاهما من معقل ساتسوما). كان ذلك إيذانا ببداية عهد مييجي. أصبح كيدو بعدها زعيما على معقل الـتشوشو. تم إسقاط آخر الـشوغونات من أسرة الـتوكوغاوا سنة 1867 م، وقام كيدو بتمثيل معقله في الحكومة المركزية سنوات 1870-1874 م ثم 1875-1876 م، كما ساهم في تحرير الوثيقة التي رسمت النظام الجديد، وشارك في القضاء على نظام المعاقل الإقطاعية. قام سنة 1870 م بالقضاء على الثورة التي قامت في تشوشو وقادها أفراد من طبقة المحاربين ممن كانوا ناقمين على النظام الجديد جراء التغيرات الجديدة.

## المحطات الأخيرة
سافر (سنوات 1871-1873 م) إلى الغرب (الولايات المتحدة وأوروبا) برفقة عدد من أفراد الحكومة واطلع على النظم الحديثة في الإدارة والتقنيات الجديدة. بعد عودته اقترح تطبيق نظام الحكومة الدستورية. قام سنة 1874 م بتقديم استقالته احتجاجا على حملة نظمها العسكريون ضد جزيرة تايوان، إلا أنه عاد إلى الحكومة مجددا (سنة 1875 م)، كانت هذه الأخيرة قد رضخت لمطالبه في تطبيق نظام الحكومة الدستورية. تزايدت هيمنة أوكوبو توشيميتشي على الحكومة كما سيطر على أغلب مراكز القرار فيما تقلصت سلطة كيدو تاكا-يوشي. كرس سنواته الأخيرة للحد من التبعات السلبية للنظام الجديد على الطبقات الشعبية.

## روابط خارجية
- كيدو تاكايوشي على موقع الموسوعة البريطانية (الإنجليزية)